# کلر پرکلرات
پرکلرات کلر (به انگلیسی: Chlorine perchlorate) یک ترکیب شیمیایی با شناسه پاب‌کم ۱۶۸۶۶۷ است. شکل ظاهری این ترکیب، مایع سبز کمرنگ است.